# Zafra (geslacht)
Zafra is een geslacht van weekdieren uit de klasse van de Gastropoda (slakken).

## Soorten
- Zafra aequatorialis (Thiele, 1925)
- Zafra alternata (Gould, 1860)
- Zafra altispira Bozzetti, 2008
- Zafra ambonensis de Maintenon, 2008
- Zafra atrata (Gould, 1860)
- Zafra australensis K. Monsecour & D. Monsecour, 2015
- Zafra bilineata de Maintenon, 2008
- Zafra brevissima (Hervier, 1899)
- Zafra cinnamomea (Hervier, 1900)
- Zafra darwini (Angas, 1877)
- Zafra debilis Hedley, 1915
- Zafra dejugis K. Monsecour & D. Monsecour, 2016
- Zafra digglesi (Brazier, 1875)
- Zafra exilis (Philippi, 1849)
- Zafra farasanensis Neubert, 1998
- Zafra fuscolineata W. R. B. Oliver, 1915
- Zafra fuscomaculata (Thiele, 1925)
- Zafra geyserensis Drivas & Jay, 1997
- Zafra gracilenta K. Monsecour & D. Monsecour, 2016
- Zafra hahajimana (Pilsbry, 1904)
- Zafra hedleyi (Thiele, 1930)
- Zafra hervieri (Pace, 1902)
- Zafra impedita Laws, 1940 †
- Zafra kaicherae Drivas & Jay, 1990
- Zafra kermadecensis W. R. B. Oliver, 1915
- Zafra marisrubris Neubert, 1998
- Zafra melitoma (Melvill & Standen, 1901)
- Zafra microstoma (Thiele, 1925)
- Zafra minuta (Gould, 1860)
- Zafra mitriformis A. Adams, 1860
- Zafra morini (Viader, 1938)
- Zafra niasensis (Thiele, 1925)
- Zafra obesula (Hervier, 1899)
- Zafra ocellatula (Hervier, 1899)
- Zafra opihiensis Laws, 1933 †
- Zafra ornata (Pease, 1868)
- Zafra padangensis (Thiele, 1925)
- Zafra parilis K. Monsecour & D. Monsecour, 2016
- Zafra paulina (Thiele, 1925)
- Zafra paumotensis (Tryon, 1883)
- Zafra phaula (Melvill & Standen, 1901)
- Zafra pumila (Dunker, 1858)
- Zafra rapanuiensis Raines, 2002
- Zafra rufopiperata (Smith, 1884)
- Zafra salutaris (Melvill, 1910)
- Zafra savignyi (Moazzo, 1939)
- Zafra saviniae (Viader, 1951)
- Zafra selasphora (Melvill & Standen, 1901)
- Zafra semiclatriata Sleurs, 1987
- Zafra seminulum (Thiele, 1925)
- Zafra smithi (Angas, 1877)
- Zafra stricosa K. Monsecour & D. Monsecour, 2016
- Zafra subvitrea (Smith, 1879)
- Zafra succinea (Hervier, 1899)
- Zafra taylorae Raines, 2002
- Zafra townsendi (Melvill & Standen, 1901)
- Zafra troglodytes (Souverbie in Souverbie & Montrouzier, 1866)
- Zafra ulinganensis Sleurs, 1987
- Zafra vercoi (Thiele, 1930)
- Zafra vexillum Bozzetti, 2008